# Szilvásvárad
Szilvásvárad es un pueblo húngaro perteneciente al distrito de Bélapátfalva, condado de Heves.

## Superficie
Cuenta con una superficie de 37,82 km².

## Demografía
Hasta 2024 la población era de 1376 habitantes, con una densidad de población de 36,38 hab/km².
| Gráfica de evolución demográfica de Szilvásvárad entre 2020 y 2024 |
|                                                                    |
| Datos según la Oficina Central de Estadística de Hungría.          |